# Heinz Frank (Fußballspieler)
Heinz Frank (* 12. Juni 1928) ist ein ehemaliger deutscher Fußballspieler, der für den VfR Mannheim und den FC Bayern München in der Oberliga Süd zum Einsatz kam.

## Karriere
Frank, bis 1953 für den VfR Mannheim in der Oberliga Süd aktiv, wechselte zur Saison 1953/54 zum Ligakonkurrenten FC Bayern München, für den er in acht Punktspielen ein Tor erzielte. Sein Debüt für die Bayern gab er am 23. August 1953 (2. Spieltag) bei der 0:4-Niederlage im Auswärtsspiel gegen den VfB Stuttgart noch als Mittelfeldspieler, wie auch am 12. September 1953 (5. Spieltag) bei der 2:6-Niederlage im Heimspiel gegen die SpVgg Fürth. Sein einziges Tor erzielte er am 18. Oktober 1953 (9. Spieltag) beim 2:1-Sieg im Auswärtsspiel gegen Viktoria Aschaffenburg mit dem Treffer zum 1:0 in der 20. Minute. In den fünf aufeinander folgenden Spieltagen wurde Frank ebenfalls als Stürmer eingesetzt. Die Saison 1955/56 absolvierte er für Rot-Weiß Oberhausen in der 2. Oberliga West, in der er vier Tore in 14 von 30 Punktspielen erzielte.